# Museo Parque Central
La Torre Museo Parque Central es un rascacielos inaugurado en 2009 y 2017 en Bogotá (Colombia). Se ubica al costado norte del Centro de Comercio Internacional de Bogotá, en la calle 28 con avenida Caracas, junto a la estación Calle 26 del sistema de transporte masivo TransMilenio. Es el quinto edificio más alto de Bogotá y forma parte del complejo Parque Central Bavaria.

## Descripción
El edificio es vecino del tradicional sector de Teusaquillo y del Centro Internacional. Está compuesto por dos estructuras que tienen el mismo nombre, pero que fueron inauguradas con varios años de diferencia y presentan alturas distintas. La primera fue finalizada en 2009, tiene 26 pisos y mide 92 metros de altura, la segunda se terminó en 2017, tiene 44 pisos y mide 185 metros. El conjunto resultante ha sido comparado con las Torres del Parque (1970) de Rogelio Salmona.
Gracias a la sección terminada en 2017, es el 15° edificio más altos de América del Sur, el séptimo edificio más alto de Colombia y el quinto de Bogotá.